# 西港烏竹林廣慈宮金獅陣
烏竹林廣慈宮金獅陣，由烏竹林廣慈宮所組成，西港香最初的金獅陣，有「獅母」之稱，榮任為西港刈香「開路先鋒」。經臺南市政府核定為臺南市定傳統表演藝術，亦是首批登錄傳統表演藝術之武陣。

## 沿革

### 起源
烏竹林之金獅陣傳聞源起於八份懿德宮<今八份姑媽宮>東南方之三角堀，原因乃懿德宮廟宇凹陷，經費嚴重不足，當地莊民默默將金獅獅頭及所用之器具放埋放至此，後改組北管陣，附近莊民常於晚間聽到鑼鼓聲及鈴鐺聲，或見一紅光獅頭在此舞弄，後被烏竹林莊人挖出後，此現象才消失，並於烏竹林莊重組金獅陣。

### 開路先鋒
烏竹林之金獅陣最早便以金獅陣參與八份姑媽宮十三莊時期所舉辦之香科，經推算至少有兩百多年的歷史，且為西港香境內第一組金獅陣，也是南部最早的金獅陣故有『獅母』之稱號，並奉祀陣頭主神太祖先師之神像，烏竹林金獅陣要前往西港慶安宮 開館前必先至八份姑媽宮參拜，以示不忘本，並於香科開館時開光新的獅頭，舊獅頭待新獅頭開光後隨即火化，而香科中烏竹林金獅陣扮演著吃重的角色，從西港慶安宮 請王開始至送王，金獅陣無役不參，又於請媽祖日香陣欲從安南區跨過國姓橋至七股地區遶境，由於國姓橋相當歹空，香陣必須等到烏竹林獅祖帶隊，由其率先過橋香陣才得以順利過國姓橋而不受邪靈入侵，可見烏竹林獅陣之重要地位，而今因時代之變遷，外加百足真人蜈蚣陣亦加入請媽祖日的行列下，現要過橋，已有百足真人為特號的情況下上又安奉廿八星宿，便由百足真人先過橋了。而烏竹林金獅陣因為先鋒之特殊身份，於開館時往西港慶安宮 有禮炮相迎，這是少數陣頭才有的，另烏竹林獅陣亦無須參拜燈篙，因其獅祖為宋太祖故無須參拜。另西港香科第三日香入廟時，同宗的麻豆謝厝寮紀安宮金獅陣會陪同烏竹林獅陣一同護衛謝府元帥神轎入廟，以顯威風，相同的麻豆代天府 第三日香入廟時，烏竹林獅陣亦會陪同紀安宮靈相佛公謝安王神轎入廟。